# Atomosia bequaerti
Atomosia bequaerti là một loài ruồi trong họ Asilidae. Atomosia bequaerti được Bromley miêu tả năm 1934. Loài này phân bố ở vùng Tân nhiệt đới.